# ガイアナの鉄道
ガイアナの鉄道（ガイアナのてつどう）では、ガイアナの鉄道について記す。

## 概要
1974年まで旅客鉄道、貨物鉄道が運営されていた。
- デメララ・エセキボ線(Demerara-Essequibo Railway)
- デメララ・バービス線(Demerara-Berbice railway)　（デメララ・ベルビセ線）

## 隣接国との鉄道接続状況
- ベネズエラ - 接続なし
- ブラジル - 接続なし
- スリナム - 接続なし